# Miatorp

Lage des Stadtbezirks Miatorp in Helsingborg.

Miatorp ist ein Stadtteil im Süden der schwedischen Stadt Helsingborg. Miatorp liegt im gleichnamigen, etwa 2.400 Einwohner (Stand 2005) zählenden Stadtbezirk.
Im Norden schließt sich der Stadtteil Planteringen an, im Süden Råå.
Teil des Stadtteils ist das Wohngebiet Lussbäcken. Außerdem liegen hier einige Sporteinrichtungen wie der Leichtathletik- und Fußballplatz Heden sowie die Sporthalle Norrehedshallen und die Tennishalle Götahallen.

## Geschichte
Anfang des 19. Jahrhunderts lagen dort, wo sich heute der Stadtteil befindet, einige Tagelöhnerhöfe (torp) entlang des nach Süden führenden Überlandwegs, die unter dem Namen Sandhusen bekannt waren. 1878 kaufte eine gewisse Maria (kurz Mia) Hallberg hier Grund und Boden, da sie anhand der gewinnbringenden Nutzung des angrenzenden Gebietes namens Raus plantering (später Planteringen) durch den Unternehmer Nils Persson und andere den potentiellen Wert des Geländes sah. Sie ließ 1899 einen Plan zur Aufteilung des gesamten Gebietes erstellen. 1911 erstellte der Städtebauingenieur Sigfrid Ewald einen Bebauungsplan für Planteringen mit nichtlinearem Straßenverlauf und Plätzen. Dieser Plan fand bei der Planung für Plateringen nicht viel Gehör. Dagegen ging er aber zu einem guten Teil in die Pläne für Miatorp ein. Ein großer Teil der anfänglichen Bebauung besteht aus einfachen Mittelklassevillen, von denen die meisten einen quadratischen Grundriss und hohe Sattel- oder Mansarddächer haben und deren Fassaden entweder verputzt sind oder aus Ziegeln bestehen. In den 1940er bis 1960er Jahren kamen Mehrfamilienhäuser hinzu.
Durch den Ausbau des Hafens wurde der Zugang von Miatorp zum Öresund im Laufe der Zeit mehr und mehr verbaut; allerdings lässt sich der Strand bei Råå schnell zu Fuß erreichen.